# Al Safa
Al Safa (tiếng Ả Rập: الصفا) là một cộng đồng ở Dubai, Các Tiểu vương quốc Ả Rập Thống nhất (UAE). Al Safa nằm ở phía tây Dubai và phía bắc giáp Jumeirah, phía nam giáp Al Quoz, phía đông giáp Al Wasl và phía tây giáp Al Manara. Al Safa được giới hạn ở phía tây bắc và tây nam bởi các tuyến đường D 92 (Đường Al Wasl) và E 11 (Đường Sheikh Zayed).
Al Safa là khu dân cư; Nút giao thông số 2 (Giao lộ Pepsi) của Đường Sheikh Zayed tạo thành vùng ngoại vi phía đông nam của địa phương. Al Safa chấm dứt tại Giao lộ số 3. Al Safa được chia thành hai khu - Al Safa 1 và Al Safa 2, nơi có các cộng đồng dân cư cực kỳ giàu có. Các địa danh quan trọng ở Al Safa bao gồm Trường Emirates English Speaking, Trường Jumeirah English Speaking, Trường tiểu học Jumeirah và lãnh sự quán Trung Quốc.